# کوه بوهیت
کوه بوهیت (به لاتین: Mount Bwahit) یک کوه در اتیوپی است که در منطقه امهارا واقع شده‌است. کوه بوهیت ۴٬۴۳۷ متر بالاتر از سطح دریا واقع شده‌است.